# Миронівський район (1935—1962)
Миронівський район — район у Київській області Української РСР у 1935–1962 роках із центром у селищі міського типу Миронівка, що був розташований на території сучасної Миронівської громади. З 1948 року район називався Старченківський.
До району входили Миронівська сільська/селищна рада і 12–17 сільрад, які містили 23–26 поселень.

## Історія
Уперше Миронівський район було утворено у 1923 році і ліквідовано у 1931 році.

### 1930-ті
У 1935 році в УРСР було проведено розукрупнення районів. Зокрема, постановами ВУЦВК від 22 січня та 17 лютого було відновлено Миронівський район у складі Київської області із центром у селі Миронівка, до якого увійшло 18 сільських рад Богуславського району: Владиславська, Гулівська, Ємчиська, Зеленківська, Карапишівська, Козинська, Коротущенська, Маслівська, Микитянська, Миронівська, Олександрівська, Потіцька, Пустовійтівська, Росавська, Салово-Хутірська, Фролівська, Юхнівська та Яхнянська.
У 1938 році село Миронівка отримало статус селища міського типу.

### 1940-ті
7 березня 1946 року виданий Указ Президії Верховної Ради УРСР «Про збереження історичних найменувань та уточнення і впорядкування існуючих назв сільських рад і населених пунктів Київської області», відповідно до якого село Баші Юхнівської сільської ради перейменоване на село Березівка.
Станом на 1 вересня 1946 року до району входили Миронівська селищна рада і 17 сільських рад: Владиславська, Гулівська, Ємчиська, Зеленьківська, Карапишівська, Козинська, Коротищенська, Маслівська, Микитянська, Олександрівська, Потіцька, Пустовітська, Росавська, Салево-Хутірська, Фролівська, Юхнівська і Яхнівська. Усього у районі налічувалося 25 поселень.
2 серпня 1948 року Указом Президії Верховної Ради УРСР «Про увічнення пам'яті заступника голови Ради Міністрів Української РСР В. Ф. Старченка» Миронівський район перейменований на Старченківський.

### 1950-ті
10 серпня 1954 року був виданий Указ Президії Верховної Ради УРСР «Про укрупнення сільських рад депутатів трудящих в Київській області», відповідно до якого об’єднані такі сільські ради:
- Микитянська та Яхнівська сільські ради — в Яхнівську сільраду з центром у селі Яхни;
- Гулівська та Владиславська сільські ради — у Владиславську сільраду з центром у селі Владиславка;
- Салево-Хутірська та Козинська сільські ради — у Козинську сільраду з центром у селі Козин.[8]

Таким чином у районі стало 15 рад: Миронівська селищна і 14 сільських рад.
10 травня 1958 року видано рішення виконавчого комітету Київської обласної ради депутатів трудящих №347 «Про уточнення обліку населених пунктів Київської області», відповідно до якого було об'єднано села:
- села Юхни та Березівка Юхнівської сільради — у село Юхни;
- села Яхни та Микитяни Яхнівської сільради — у село Яхни.[8]

Також згідно додатку до попереднього рішення:
- село Нова Олександрівка було віднесене до Миронівської селищної ради;
- загалом у районі налічувалося 15 рад (Миронівська селищна і 14 сільських), до яких входили 23 поселення.[8]

### 1960-ті
13 лютого 1960 року видано рішення виконавчого комітету Київської обласної ради депутатів трудящих №83 «Про зміни в адміністративно-територіальному поділі», відповідно до якого:
- Коротищенську і Потіцьку сільради об'єднано у Потіцьку сільраду;
- Фролівську і Олександрівську сільради об'єднано в Олександрівську сільраду;
- село Андріївка Козинської сільради передано в підпорядкування Миронівській селищній раді;
- включені в облікові дані новоутворені села П’ятирічка, П’ятихатка і Центральне з підпорядкуванням їх Миронівській селищній раді.[8]

30 грудня 1962 року Указом Президії Верховної Ради УРСР «Про укрупнення сільських районів Української РСР» на території Київської області ліквідовано 19 районів, у тому числі й Миронівський (Старченківський), усі сільські ради якого увійшли до складу Кагарлицького району. Водночас у той же день Указом «Про віднесення в підпорядкування обласних (промислових) Рад депутатів трудящих міських поселень Української РСР» Миронівську селищну раду було підпорядковано Богуславській міській раді.

### Території після ліквідації
У 1965 році території району у повному складі увійшли до складу відновленого Миронівського району, де і залишалися до 2020 року.
У 2020 році території увійшли до складу Миронівської громади.

## Устрій
Дані з попереднього розділу зібрані у наступних таблицях.
| №             | Рада                                                      | Населені пункти |
| ------------- | --------------------------------------------------------- | --- |
| 1             | Миронівська селищна (до 1938 — сільська)                  | смт Миронівка (до 1938 — село), с. Нова Олександрівка (з 1958), с. Андріївка (з 1960), с. Центральне (★1960), с. П'ятирічка (★1960), с. П'ятихатка (★1960) |
| Сільські ради |                                                           | |
| 2             | Владиславська                                             | с. Владиславка, с. Вахутинці (з 1954), с. Гулі (з 1954), с. Нова Олександрівка (1954–1958, →Миронівська)                                                   |
| 3             | Гулівська (до 1954, →Владиславська)                       | с. Вахутинці, с. Гулі, с. Нова Олександрівка |
| 4             | Ємчиська                                                  | с. Ємчиха |
| 5             | Зеленьківська (Зеленківська)                              | с. Зеленьки |
| 6             | Карапишівська                                             | с. Карапиші |
| 7             | Козинська                                                 | с. Козин, с. Кутелів Хутір, с. Салів Хутір (з 1954), с. Андріївка (1954–1960, →Миронівська)                                                                |
| 8             | Коритищенська (Коротущенська) (до 1960, →Потіцька)        | с. Коритище |
| 9             | Маслівська                                                | с. Маслівка |
| 10            | Микитянська (до 1954, →Яхнівська)                         | с. Микитяни |
| 11            | Олександрівська                                           | с. Олександрівка, с. Фролівка (з 1960), с. Вікторівка (з 1960), с. Матвіївка (з 1960)                                                                      |
| 12            | Потіцька                                                  | с. Потік, с. Коритище (з 1960) |
| 13            | Пустовітська (Пустовійтівська)                            | с. Пустовіти |
| 14            | Росавська                                                 | с. Росава |
| 15            | Салево-Хутірська (Салово-Хутірська) (до 1954; →Козинська) | с. Салів Хутір, с. Андріївка |
| 16            | Фролівська (до 1960, →Олександрівська)                    | с. Фролівка, с. Вікторівка, с. Матвіївка |
| 17            | Юхнівська                                                 | с. Юхни, с. Березівка (Баші) (†1958, →Юхни) |
| 18            | Яхнівська (Яхнянська)                                     | с. Яхни, с. Микитяни (1954–†1958, →Яхни) |

* Скорочення і позначення: смт — селище міського типу, с. — село, ★ — село утворено (взято на облік), † — село знято з обліку, → — до якого села/сільради включено/приєднано село/сільраду; у дужках також зазначено попередні назви сільрад і поселень у період існування району.
| Період                          | Кількість рад | Кількість рад | Кількість поселень |
| Період                          | селищних      | сільських     | Кількість поселень |
| ------------------------------- | ------------- | ------------- | ------------------ |
| 22 січня 1935 — 1938            | 0             | 18            | 25                 |
| 1938 — 10 серпня 1954           | 1             | 17            | 25                 |
| 10 серпня 1954 — 10 травня 1958 | 1             | 14            | 25                 |
| 10 травня 1958 — 13 лютого 1960 | 1             | 14            | 23                 |
| 13 лютого 1960 — 30 грудня 1962 | 1             | 12            | 26                 |